# DAND5
DAND5 (англ. DAN domain BMP antagonist family member 5) – білок, який кодується однойменним геном, розташованим у людей на короткому плечі 19-ї хромосоми. Довжина поліпептидного ланцюга білка становить 189 амінокислот, а молекулярна маса — 20 180.
| 10         |  | 20         |  | 30         |  | 40         |  | 50         |
| ---------- |  | ---------- |  | ---------- |  | ---------- |  | ---------- |
| MLLGQLSTLL |  | CLLSGALPTG |  | SGRPEPQSPR |  | PQSWAAANQT |  | WALGPGALPP |
| LVPASALGSW |  | KAFLGLQKAR |  | QLGMGRLQRG |  | QDEVAAVTLP |  | LNPQEVIQGM |
| CKAVPFVQVF |  | SRPGCSAIRL |  | RNHLCFGHCS |  | SLYIPGSDPT |  | PLVLCNSCMP |
| ARKRWAPVVL |  | WCLTGSSASR |  | RRVKISTMLI |  | EGCHCSPKA  |  |            |

A: Аланін

C: Цистеїн

D: Аспарагінова кислота

E: Глутамінова кислота

F: Фенілаланін

G: Гліцин

H: Гістидин

I: Ізолейцин

K: Лізин

L: Лейцин

M: Метіонін

N: Аспарагін

P: Пролін

Q: Глутамін

R: Аргінін

S: Серин

T: Треонін

V: Валін

W: Триптофан

Секретований назовні.